# XI съезд Коммунистической партии (большевиков) Беларуси
XI съезд Коммунистической партии (большевиков) Беларуси прошёл с 22 по 29 ноября 1927 года в Минске. На нём присутствовало 344 делегата с решающим и 220 с совещательным голосом от 23 735 членов и кандидатов в члены партии.

## Порядок съезда
- доклад о работе ЦК ВКП(б) (Д. Е. Сулимов);
- доклад о работе ЦКК ВКП(б) (Д. З. Лебедь);
- отчёт ЦК КП(б)Б (В. Г. Кнорин);
- отчёт Ревизионной комиссии КП(б)Б (А. А. Чернушевич);
- доклад об основах пятилетнего плана развития народного хозяйства БССР и СССР (Н. М. Голодед);
- доклад о работе в деревне (И. П. Рыжов);
- доклад о результатах национально-культурного строительства и политико-просветительской работы (В. М. Игнатовский);
- выборы руководящих органов партии.

## Работа съезда
Съезд дал указание плановым органам БССР ускорить темпы индустриализации. В сельском хозяйстве предлагалось использовать различные формы кооперации, развивать коллективные формы работы, чтобы увеличить интенсивность и повысить производительность труда.
Религия рассматривалась как идеология, которая может быть опасна для Советского государства. В рамках национальной политики акцент был сделан на развитии национальной культуры, образования и белорусизации.
Было отмечено, что формула классового интернационального воспитания стала слишком строгой, что привело к некоторым искажениям в восприятии культурного наследия и национальной культуры.

## Итоги съезда
Съезд избрал ЦК КП(б)Б в составе 67 членов и 39 кандидатов в члены, ЦКК в составе 42 членов и 14 кандидатов в члены, а также Ревизионную комиссию в составе 7 членов.